# Rózsafalva
Rózsafalva (Fonău), település Romániában, a Partiumban, Bihar megyében.

## Fekvése
A Király-erdő nyúlványai alatt, Tenkétől északkeletre fekvő település.

## Története
Rózsafalva nevét 1692-ben Ruza Falua néven említette először oklevél. 1808-ban Rózsafalva, 1851-ben Fonó, 1913-ban Rózsafalva néven írták.
Egykori birtokosa a nagyváradi 1. sz. püspök volt, aki birtokosa volt még a 20. század elején is.
1910-ben 583 lakosából 5 magyar, 578 román volt. Ebből 578 görögkeleti ortodox volt.
A trianoni békeszerződés előtt Bihar vármegye Tenkei járásához tartozott.

## Nevezetességek
- Görög keleti temploma - 1880 körül épült.